# Ilija Petrow

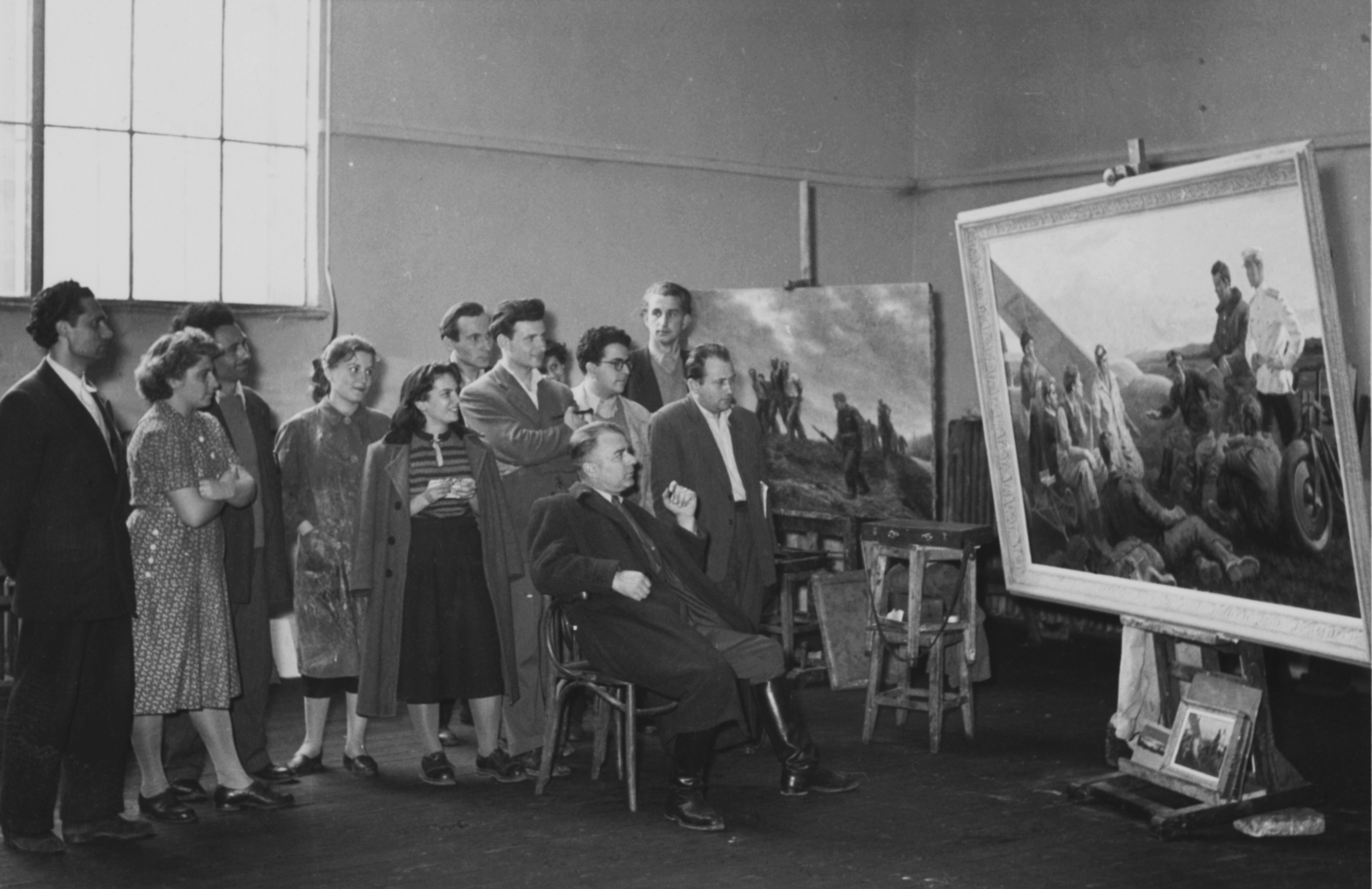
Ilija Petrow, sitzend, 1955

Ilija Nikolaew Petrow (bulgarisch Илия Николаев Петров; * 9. Juli 1903 in Rasgrad; † 18. Mai 1975 in Sofia) war ein bulgarischer Maler.

## Leben
Von 1921 bis 1926 studierte Petrow an der Kunstakademie in Sofia und von 1926 bis 1928 in München. Ab 1941 war er als Professor an der Kunstakademie Sofia tätig. Im Jahr 1971 wurde er Mitglied der Bulgarischen Akademie der Wissenschaften. 
In seiner Malerei bediente er sich eines realistischen Stils. Seine Werke befassten sich häufig mit Motiven der jüngeren bulgarischen Geschichte, wie dem Septemberaufstand 1923 und dem Partisanenkampf während des Zweiten Weltkriegs, wobei er die Perspektive des damals sozialistisch geprägten bulgarischen Staats einnahm.
Zu seinen Schülern gehörten Georgi Baew, Iwan Kirkow und Damjan Saberski. Er wurde als Held der Sozialistischen Arbeit, mit dem Orden Georgi Dimitrow und 1970 mit dem Dimitroffpreis ausgezeichnet.

## Werke (Auswahl)
- Selbstbildnis, 1928
- Frauenbildnis, 1941
- September 1923, 1952
- Vor dem Erschießen, 1954
- Partisanenlied, 1959
- Frauenbildnis, 1964
- Frauenbildnis, 1966
- Selbstbildnis, 1967